# Von Clary und Aldringen

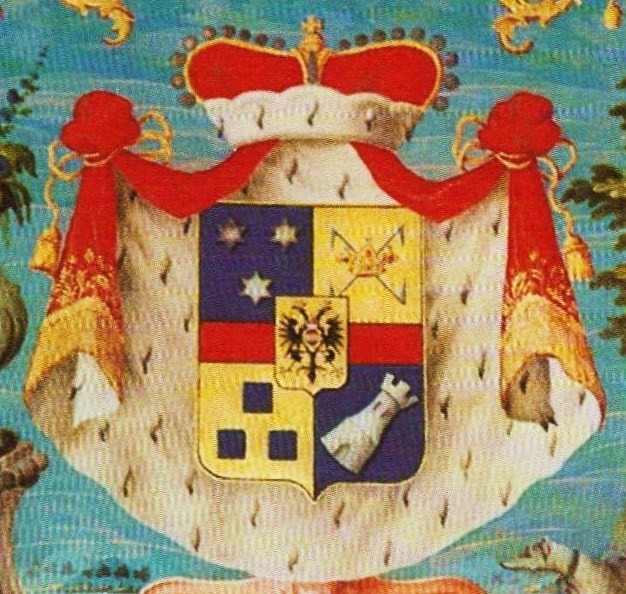
Wapen von Clary und Aldringen

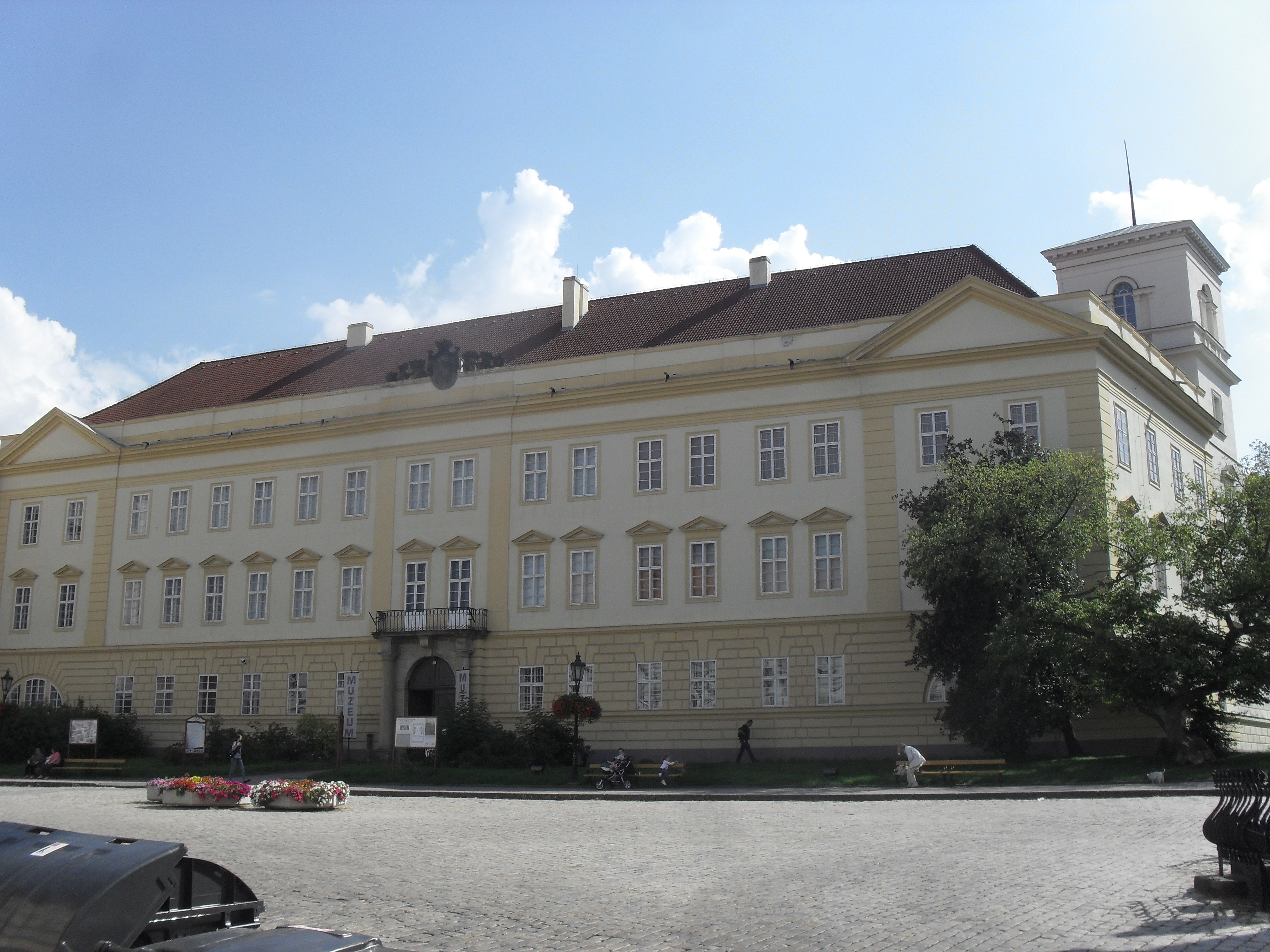
Kasteel Teplitz (van 1634 tot 1945 in bezit van het geslacht)

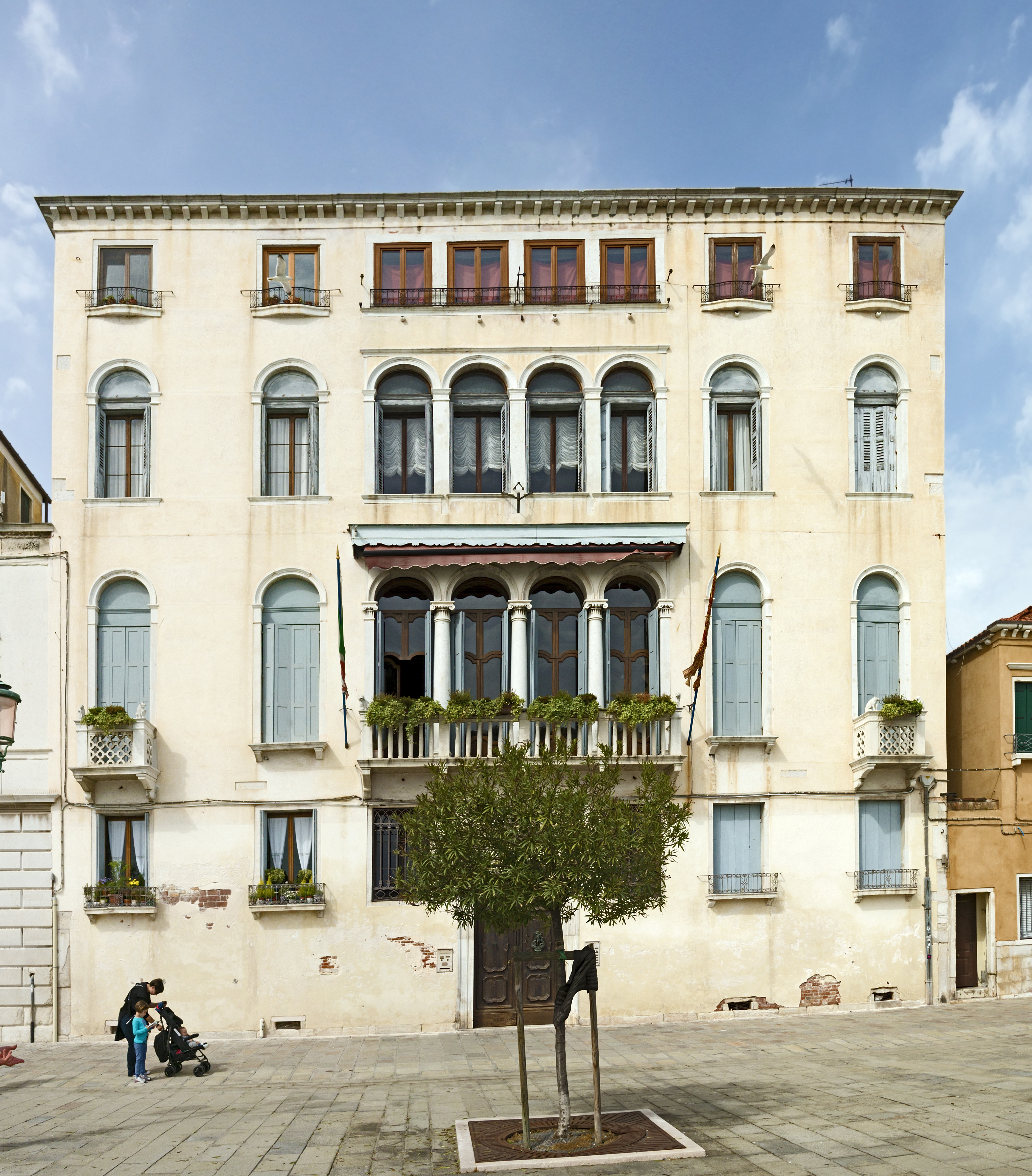
Palazzo Clary (sinds 1855 in bezit van het geslacht)

Von Clary und Aldringen is een uit Italië afkomstig, later Oostenrijks adellijk geslacht.

## Geschiedenis
In 1363 wordt een Bernardo Clario vermeld van wie later nazaten zich in Oostenrijk vestigden. In 1641 wordt aan nageslacht de titel van Freiherr verleend. In 1680 wordt de titel van rijksgraaf verleend. In 1767 werd aan Franz Werfel graaf von Clary und Aldringen de Boheemse titel van vorst, enige weken later de Oostenrijkse titel van rijksvorst verleend, beide bij eerstgeboorte. In 1905 werd het predicaat "Doorluchtigheid" verleend. Behalve het hoofd van het huis voeren de overige leden van het geslacht de titel van graaf/gravin.
Dit adellijk huis is opgenomen in de zogenaamde derde afdeling van het Genealogisches Handbuch des Adels. Dat betekent dat het hier om vorstelijke of hertogelijke geslachten gaat van wie de telgen niet tot de ebenbürtige hoge adel behoren.

## Enkele telgen
Edmund 4e vorst von Clary und Aldringen, heer van Teplitz, enz. (1813-1894), Keizerlijk en Koninklijk kamerheer, Geheimraad, Ridder in de Orde van het Gulden Vlies
- Carlos 5e vorst von Clary und Aldringen, heer van Teplitz, enz. (1844-1920), Keizerlijk en Koninklijk kamerheer, Geheimraad, majoor
  - Johannes graaf von Clary und Aldringen (1878-1930), doctor in de rechten, luitenant; trouwde een niet-adellijke vrouw
- Siegfried 6e vorst von Clary und Aldringen, heer van Teplitz, enz. (1848-1929), Keizerlijk en Koninklijk kamerheer, Geheimraad, diplomaat voor Oostenrijk-Hongarije
  - Elisalex gravin von Clary und Aldringen (1885-1955), Sterrekruisdame, had nazisympathieën; bleef na de ambassadeurspost van haar vader in Brussel en trouwde in 1904 met Henri (Belgisch) graaf de Baillet Latour (1875-1942), voorzitter van het Belgisch Olympisch Comité en vervolgens de derde voorzitter van het Internationaal Olympisch Comité
  - Alfons 7e vorst von Clary und Aldringen, heer van Teplitz, enz. (1887-1978), doctor in de rechten, Keizerlijk en Koninklijk kamerheer
    - Marcus 8e vorst von Clary und Aldringen (1919-2007), opperluitenant, verkoopdirecteur
      - Hieronymus 9e vorst von Clary und Aldringen (1944), zaakvoerder, bewoner van het Venetiaanse Palazzo Clary en chef de famille

  - Sophie gravin von Clary und Aldringen (1891-1961), bleef na de ambassadeurspost van haar vader in Brussel, woonde met haar zus, en overleed ongehuwd te Londen
- Manfred graaf von Clary und Aldringen (1852-1928), Keizerlijk en Koninklijk kamerheer, Geheimraad, minister-president van Cisleithanië, doctor in de rechten h.c., bewoner van Schloss Herrnau dat nog steeds door zijn nazaten bewoond wordt